# Sounds of Pain...
Sounds of Pain... es el primer álbum de estudio del dúo chileno de folk/doom metal Uaral, publicado en enero de 2007 en el sello Octagon Music Group en Chile y por Lost Horizon Records en el extranjero. Este álbum fue el primer trabajo de estudio de la banda, tras cuatro EP previos y 9 años de existencia. Fue grabado durante agosto del 2003.
El álbum posee canciones de sus producciones anteriores, especialmente «Surrendered to the Decadence», que se repite en Uaral y Laments. También destacan en varias canciones los sonidos de lluvia, "hojear" páginas, y más particularmente, el llanto, relativamente común en el doom metal.
Cabe destacar que la primera edición del disco constó tan solo de 500 copias.

## Lista de canciones
1. «Lost» – 3:34
2. «Surrended to the Decadence» – 6:34
3. «Eternal Beauty of the Trees» – 6:01
4. «Sounds of Pain...» – 19:28
5. «Niche» – 9:30
6. «Depresión» – 5:44
7. «La Vaga Esperanza de Ser...» – 5:28
8. «Uaral» – 4:47
9. «Surrended to the Decadence (demo version)» - 5:26

## Personal

### Uaral
- Aciago - todos los instrumentos.
- Caudal - voz.